# Piasos
Piasos (altgriechisch Πίασος Píasos) ist in der griechischen Mythologie ein pelasgischer Herrscher im phrykonischen Larisa am Hermos und Vater der Larisa.
Piasos, der seine Tochter mit Kyzikos, dem jungen König der Dolionen, vermählen wollte, hatte seiner Tochter zuvor Gewalt angetan. Aus Rache packte sie ihren Vater an den Füßen und stürzte ihn kopfüber in ein Weinfass, als er sich gerade darüber beugte. In der Stadt wurde er kultisch verehrt.